# Cooked on Phonics
Cooked on Phonics è l'unico album in studio del gruppo musicale canadese Punky Brüster, pubblicato il 19 marzo 1996 dalla HevyDevy Records.

## Descrizione
Si tratta di un concept album parodia metal/punk rock ideato da Devin Townsend e che narra la storia di un gruppo death metal fittizio della Polonia chiamato Cryptic Coroner che vende il proprio sound e l'aspetto "metal" per diventare una band punk rock commerciale chiamata Punky Brüster (il nome della band è un gioco di parole del titolo della serie televisiva statunitense degli anni ottanta Punky Brewster).

## Tracce
1. Recipe for Bait – 7:26
2. Fake Punk – 2:21
3. EZ$$ – 4:13
4. Metal Dilemma – 3:32
5. Oats Peas Beans & Barley – 1:49
6. Wallet Chain – 3:25
7. Heinous Anus – 1:43
8. Heavy Metal Mama – 4:47
9. Crusty's at the Ivanhoe – 6:23
10. Picture of Myself – 6:43
11. The Girls Next Door – 4:28
12. Larry's O – 6:06
13. Metal Heads Are Punk Rockers (Bonus Track) – 3:06

## Formazione
Musicisti
Ogni membro del progetto è accreditato sotto due alias, il primo come membro dei Punky Brüster e il secondo come membro dei Cryptic Coroner.
- Devin Townsend
  - Dr. Skinny – chitarra, voce
  - Lord Stenchlor
- John Randahl Harder
  - Squid Vicious – basso
  - Jackor
- Adrian White
  - Dances with Chickens – batteria, hysteria
  - Underwator

Altri musicisti
- E. Val Mescal – voce (traccia 5)
- Ace Longback – cori
- Stoolie B. Flames – cori
- Surrey Wagner – batteria aggiuntiva

Produzione
- Dr. Skinny – produzione
- MC2 – ingegneria del suono, montaggio, registrazione
- Dr. Blair Calibabinator – missaggio
- Pete Wohnzeeeeakoralicanator – assistenza al missaggio